# Roucheria laxiflora
Roucheria laxiflora là một loài thực vật có hoa trong họ Linaceae. Loài này được H.J.P.Winkl. miêu tả khoa học đầu tiên năm 1909.